# Идзумиоцу

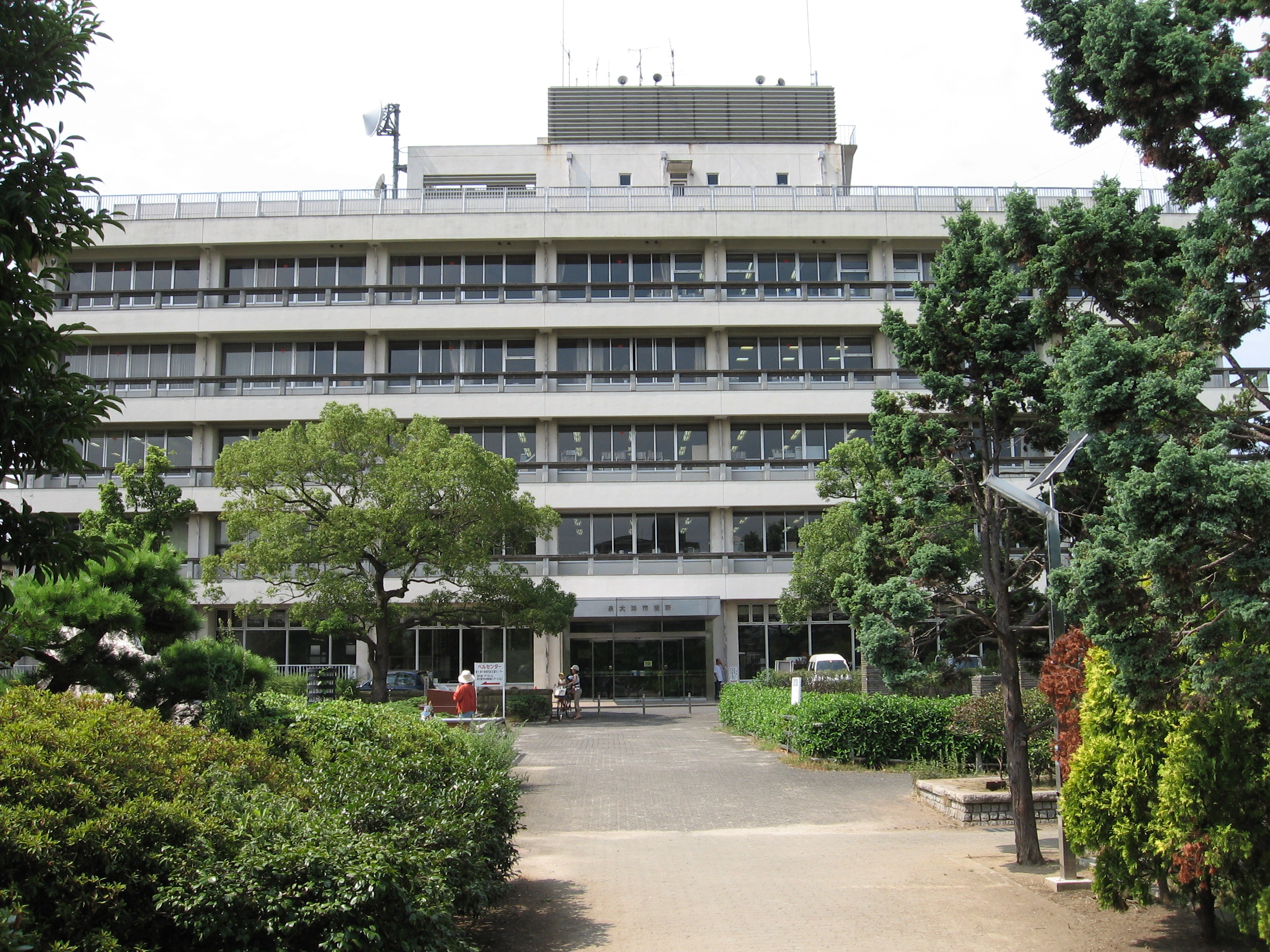
Мэрия города Идзумиоцу

Идзумиоцу (яп. 泉大津市 Идзумио:цу-си) — город в Японии, находящийся в префектуре Осака. Площадь города составляет 13,26 км², население — 76 106 человек (1 августа 2014), плотность населения — 5739,52 чел./км².

## Географическое положение
Город расположен на острове Хонсю в префектуре Осака региона Кинки. С ним граничат города Такаиси, Идзуми и посёлок Тадаока.

## Население
Население города составляет 76 106 человек (1 августа 2014), а плотность — 5739,52 чел./км². Изменение численности населения с 1980 по 2005 годы:
| 1980 | 67 474 чел. |  |
| 1985 | 67 755 чел. |  |
| 1990 | 67 035 чел. |  |
| 1995 | 68 842 чел. |  |
| 2000 | 75 091 чел. |  |
| 2005 | 77 673 чел. |  |

## Символика
Деревом города считается камфорное дерево, цветком — Rhododendron indicum.